# Systelloderes biceps
Systelloderes biceps är en insektsart som först beskrevs av Thomas Say 1832.  Systelloderes biceps ingår i släktet Systelloderes och familjen Enicocephalidae. Inga underarter finns listade i Catalogue of Life.